# Nocilla
Nocilla és una marca comercial de crema de cacau i avellana adquirida en els anys 1990 per la companyia Grupo Nutrexpa, propietària de Cola Cao. Anteriorment havia estat una marca pertanyent al grup alimentari Starlux.
Els seus ingredients bàsics llet, cacau, avellana i sucre. Només es ven a Espanya, Xile, Portugal i la Xina (en aquest país sota la mateixa marca que el Cola Cao). En la resta del món la quota de mercat per aquest producte la té la marca Nutella de la casa Ferrero, que arran de la competència de Nocilla no ha aconseguit penetrar bé a Espanya.
N'hi ha dues varietats, de xocolata blanca i negra, i es pot comprar en un pot de només negra, només blanca o que tingui les dues a meitats.
Durant molt de temps, un reclam de la marca per vendre's, ha estat que els seus recipients eren gots de vidre, de models que han anat canviant al llarg dels anys.
Actualment també es ven com la forma Nocilla Sticks que són petites dosis individuals de Nocilla amb bastonets de pa per sucar-hi i la Nocilla Triple Avellana que com el nom indica conté més d'aquest ingredient.